# C7orf69
C7orf69 (англ. Chromosome 7 open reading frame 69) – білок, який кодується однойменним геном, розташованим у людей на 7-й хромосомі. Довжина поліпептидного ланцюга білка становить 122 амінокислот, а молекулярна маса — 14 425.
| 10         |  | 20         |  | 30         |  | 40         |  | 50         |
| ---------- |  | ---------- |  | ---------- |  | ---------- |  | ---------- |
| MGFHFCIWII |  | FLLPPPCKKC |  | LSPPTMNLRP |  | PKSCGNVFYW |  | VLVLNSGLLY |
| KFCQTIKCRA |  | NWRPARAPRG |  | WNEATERHQE |  | RRTQMETEMG |  | GISTTYWHRL |
| CTCTDRRAEK |  | LVMDGNNCWF |  | HK         |  |            |  |            |

A: Аланін

C: Цистеїн

D: Аспарагінова кислота

E: Глутамінова кислота

F: Фенілаланін

G: Гліцин

H: Гістидин

I: Ізолейцин

K: Лізин

L: Лейцин

M: Метіонін

N: Аспарагін

P: Пролін

Q: Глутамін

R: Аргінін

S: Серин

T: Треонін

V: Валін

W: Триптофан

Секретований назовні.